# Le Briquet (Andersen)
Cet article possède un paronyme, voir Briquet (homonymie).
Pour l’article homonyme, voir Le Briquet (film, 1946).
Le Briquet (en danois : Fyrtøjet) est un conte de Hans Christian Andersen, paru en 1835 dans le deuxième livret de ses contes de fées, sous le titre danois Eventyr fortalte for børn. Il est accompagné de La Princesse au petit pois et Grand Claus et Petit Claus. Cette publication souleva un tollé de la critique danoise qui s'acharna sur Andersen, auquel elle préférait les contes moralisateurs de Christian Frederik Molbech, très en vue.

« Nul ne peut raisonnablement prétendre que le respect de la vie chez un enfant est encouragé par la lecture d'épisodes comme Grand Claus tuant sa grand-mère et Petit Claus le tuant. Cela est raconté comme s'il s'agissait d'un taureau frappé sur la tête. L'histoire de La Princesse au petit pois frappe la critique comme étant non seulement indélicate, mais parfaitement impardonnable. »

Même son ami Johannes Carsten Hauch, quoique bienveillant sur La Princesse au petit pois, dénigre Le Briquet de façon incompréhensible. Selon P.G. La Chesnais « Inspiré du conte des Mille et Une Nuits et du personnage d'Aladin, Andersen aurait ainsi exprimé son sentiment de triomphe après avoir achevé son roman d'écrivain voyageur : L'Improvisateur. » Pourtant, malgré les réticences de ses compatriotes, ces contes allaient connaître, deux ans plus tard, le succès fulgurant que l'on sait, avec une première traduction illustrée en Allemagne, puis dans le monde entier.
Le Briquet est fondé sur des récits entendus dans son enfance, et selon Andersen lui-même « dans une chambre où l'on filait ». Mais il connaissait bien l'histoire d'Aladin et les Mille et Une Nuits qui lui ont aussi inspiré La Malle volante.

## L’histoire
Il était une fois un soldat qui rencontra une vieille sorcière qui le chargea d'aller au fond d'un tronc d'arbre, là où se trouvait une grotte. Là, il pourrait récupérer les pièces de cuivre d'un coffre gardé par un chien aux yeux grands comme des tasses à thé, des pièces d'argent d'un coffre gardé par un chien avec des yeux grands comme des roues de moulin et les pièces d'or d'un coffre gardé par un chien aux yeux grands comme la tour ronde de Copenhague, la Rundetårn. Le soldat pouvait garder l'argent pour lui, la sorcière ne demanda qu'une seule chose : le briquet que sa grand-mère avait oublié lorsqu'elle était descendue dans ces profondeurs. Pour amadouer les chiens, il suffirait de les poser sur le tablier de la sorcière. Ce que fit le soldat. Il prit d'abord le cuivre, le jeta, puis l'argent, le jeta, et il prit l'or qu'il garda. Puis il trouva le briquet de la sorcière.
Lorsqu'il remonta, il demanda à la vieille ce qu'elle voulait faire du briquet. La sorcière répondit que cela ne le regardait pas. Alors le soldat refusa de le lui donner, et il lui coupa la tête.
Arrivé en ville, il fit cirer ses chaussures et s'informa sur la fille du roi qu'il désirait voir. Mais cela semblait impossible car le roi mécontent de la prédiction que sa fille se marierait un jour avec un soldat l'isole du monde. Le soldat décida de se distraire en attendant de trouver une solution. Mais comme il dépensait beaucoup d'argent en menant la grande vie, il se trouva vite pauvre, et dans une mansarde.
Alors qu'il faisait nuit et froid, le soldat battit le briquet pour allumer une bougie dans sa sombre mansarde quand un des chiens se présenta et dit : « Ordonne mon maître, que veux-tu ». Le soldat demanda d'abord de l'argent, puis, lorsqu'il battit de nouveau le briquet et qu'un autre chien apparut, il lui demanda d'aller chercher la princesse.
Le chien la lui amena, mais le lendemain, elle ne se souvenait plus de l'endroit où elle était allée. Une vieille dame d'honneur dut veiller sur elle la nuit suivante, et lorsqu'un chien vint de nouveau chercher la princesse, elle le suivit, et marqua d'une croix la porte de la maison du soldat où il était entré. Le chien vit la croix et en dessina alors une sur toutes les maisons de la ville.
Alors la nuit suivante, la reine cousit un sac de farine troué à la taille de la princesse, et elle suivit sa trace. Le soldat fut découvert, arrêté, et devait être pendu. Le matin de l'exécution, le soldat chargea un apprenti cordonnier de lui apporter son briquet contre quatre schillings. Au moment de l'exécution, le soldat demanda à fumer une pipe. Il battit le briquet une, deux, trois fois, et tous les chiens surgirent en même temps. Le soldat ordonna aux chiens de l'aider à échapper à la potence et les chiens se jetèrent sur le roi, la reine et firent fuir l'armée. Le soldat et la princesse se marièrent et vécurent heureux.

## Adaptations
- Le Briquet, film d'animation danois (1946)